# Dedačov
Dedačov (hongrois : Dedafalva) est un village de Slovaquie situé dans la région de Prešov.

## Histoire
La première mention écrite du village date de 1543.

## Démographie

### Évolution de la population
| Année:               | 1994. | 2004.   | 2014.   | 2024.   |
| -------------------- | ----- | ------- | ------- | ------- |
| Nombre de personnes: | 159   | 174     | 171     | 156     |
| Différence:          |       | +9,43 % | -1,72 % | -8,77 % |

| Année:               | 2023. | 2024. |
| -------------------- | ----- | ----- |
| Nombre de personnes: | 156   | 156   |
| Différence:          |       | +0 %  |